# Вест-Керролл (парафія)
Шаблон:StateAbbr_ 32°47′ пн. ш. 91°27′ зх. д. / 32.79° пн. ш. 91.45° зх. д.
Округ  Вест-Керролл (англ. West Carroll Parish) — округ (парафія) у штаті  Луїзіана, США. Ідентифікатор округу 22123.

## Історія
Парафія утворена 1877 року.

## Демографія
За даними перепису 
2000 року 
загальне населення округу становило 12314 осіб, усе сільське.
Серед мешканців округу чоловіків було 6222, а жінок — 6092. В окрузі було 4458 домогосподарств, 3250 родин, які мешкали в 4980 будинках.
Середній розмір родини становив 3,09.
Віковий розподіл населення поданий у таблиці:
| Стать    | До 15 років | 15-21 | 22-29 | 30-39 | 40-49 | 50-65 | 65-85 | Понад 85 |
| -------- | ----------- | ----- | ----- | ----- | ----- | ----- | ----- | -------- |
| Чоловіки | 1318        | 761   | 672   | 862   | 894   | 961   | 682   | 72       |
| Жінки    | 1201        | 594   | 512   | 770   | 819   | 1037  | 953   | 206      |

## Суміжні округи
- Шико, Арканзас — північ
- Іст-Керролл — схід
- Ричленд — південь
- Моргаус — захід

## Виноски
1. ↑  U.S. Decennial Census. United States Census Bureau. Архів оригіналу за 12 травня 2015. Процитовано 2 вересня 2014.
2. ↑  Historical Census Browser. University of Virginia Library. Архів оригіналу за 11 серпня 2012. Процитовано 2 вересня 2014.
3. ↑  Population of Counties by Decennial Census: 1900 to 1990. United States Census Bureau. Архів оригіналу за 15 вересня 2014. Процитовано 2 вересня 2014.
4. ↑  Census 2000 PHC-T-4. Ranking Tables for Counties: 1990 and 2000 (PDF). United States Census Bureau. Архів оригіналу (PDF) за 18 грудня 2014. Процитовано 2 вересня 2014.
5. ↑  State & County QuickFacts. United States Census Bureau. Архів оригіналу за 22 липня 2011. Процитовано 18 серпня 2013.(англ.) Наведено за англійською вікіпедією.
6. ↑  American FactFinder. Бюро перепису населення США. Архів оригіналу за 26 лютого 2012. Процитовано 31 січня 2008.

| США | Це незавершена стаття з географії США. Ви можете допомогти проєкту, виправивши або дописавши її. |